# Liolaemus lavillai
Espèce
Statut de conservation UICN

 LC  : Préoccupation mineure
Liolaemus lavillai est une espèce de sauriens de la famille des Liolaemidae.

## Répartition et habitat
Cette espèce est endémique de la province de Salta en Argentine. Elle se rencontre entre 2 800 et 4 100 m d'altitude,. Elle vit dans la pré-puna et dans la puna.

## Description
C'est un saurien vivipare.

## Étymologie
Cette espèce est nommée en l'honneur d'Esteban Orlando Lavilla.

## Publication originale
- Abdala & Lobo, 2006 : Nueva especie del grupo de Liolaemus darwinii (Iguania: Liolaemidae) del noroeste de Argentina. Cuadernos de Herpetologia, vol. 19, no 2, p. 3-18.(consulté le 30 avril, 2014)